# Johan August Wahlberg
Johan August Wahlberg, född 9 oktober 1810 på herrgården Lagklarebäck i Fässbergs församling, död 6 mars 1856, var en svensk naturforskare och afrikaresenär, bror till Peter Fredrik Wahlberg.

## Biografi
Wahlberg, som redan i barndomen visat stort intresse för naturen, blev student vid Uppsala universitet 1829, studerade en tid kemi på Apoteket Nordstjernan i Stockholm varefter han genomgick Skogsinstitutet och Degebergs lantbruksinstitut samt antogs som lärare vid det förra och utnämndes 1836 till ingenjör vid Generallantmäterikontoret, sedan han där avlagt examen 1835. 
Då vid Letterstedts besök i Sverige 1837 fråga väcktes att för Naturhistoriska riksmuseets samlingar utsända en naturforskare till Sydafrika, erbjöd sig Wahlberg att åta sig detta uppdrag samt avreste med ett litet understöd av Vetenskapsakademien 1838 till Kapstaden. Under det första året (1839) uppehöll han sig huvudsakligen inom kolonin samt gjorde där betydliga samlingar av djur, växter och mineral (533 däggdjur, 2 527 fåglar, 480 amfibier, 5 000 insektsarter m.m.), vilka hemkom 1840. Sedan hans reskassa blivit förstärkt med en större summa av museets dåvarande inspektor, beslöt Wahlberg att tränga längre in i kontinenten. Från Natal, vars fauna och flora han studerade sommaren 1841, gjorde han två färder inåt landet (nuvarande Lesotho, Oranjefristaten och Transvaal) till övre Limpopo, finansierade genom elefantjakt och elfenbensförsäljning.
Från Kapstaden, dit han återkom i slutet av 1844, hemsände han sina stora samlingar till Sverige och ankom själv dit sommaren 1845. Även etnografika insamlades vilka idag återfinns på Etnografiska museet, Stockholm. Han inträdde åter i sina befattningar vid Generallantmäterikontoret och Skogsinstitutet, men under arbetet på reseskildringen, som aldrig blev fullbordad, mognade hos honom tanken att företa ännu en resa till Afrika för att gå tvärs över landet från västkusten till gränsen för hans förra resa. Han lämnade Stockholm hösten 1853, anlände till Kapstaden vid jultiden, försåg sig där med den nödiga utrustningen och ankom till Walvis Bay i april 1854. Därifrån framträngde han till den genom Charles Anderssons resa bekanta Ngamisjön, från vilken han gjorde en flera hundra engelska mil lång färd norrut. Efter återkomsten beredde han sig till sin sista stora resa åt nordost, på vilken han under en elefantjakt tillsatte livet. Innan ännu hans död var känd i hemlandet, invaldes han 8 oktober 1856 till ledamot nummer 527 av Vetenskapsakademien, och är således dess enda ledamot som invalts efter sin död. Vetenskapsakademiens museum fick även de under hans sista resa samlade naturalstren. Det mål han hade i sikte, åstadkommandet av ett sydafrikanskt museum, som skulle överträffa alla andra, förverkligades ej, men han lämnade mycket betydelsefulla bidrag därtill.

## Familj
Johan August, eller Janne som han kallades, var son till grosshandlaren Nils Fredrik Wahlberg och Anna Margaretha Ekman. Han var bror till Peter Fredrik och Emilia. Han gifte sig aldrig men spenderade mycket tid hos systerns familj. Emilia var gift med Anders Retzius och Janne träffade ofta systersonen Gustaf Retzius som var 11 år när Wahlberg begav sig iväg på sin andra resa.